# ゴジラ・ミニラ・ガバラ オール怪獣大進撃
- ゴジラシリーズ > ゴジラ・ミニラ・ガバラ オール怪獣大進撃
- 東宝チャンピオンまつり > ゴジラ・ミニラ・ガバラ オール怪獣大進撃

『ゴジラ・ミニラ・ガバラ オール怪獣大進撃』（ゴジラ ミニラ ガバラ オールかいじゅうだいしんげき）は1969年（昭和44年）12月20日に第1回「東宝チャンピオンまつり」の一編として東宝が製作・公開した日本映画で、「ゴジラシリーズ」第10作。カラー、シネマスコープ。略称は『オール』『大進撃』。監督は本多猪四郎、主演は佐原健二。
観客動員数は148万人。
同時上映は『コント55号 宇宙大冒険』『巨人の星 ゆけゆけ飛雄馬』。

## 概要
ゴジラ作品で唯一、現実と同様に怪獣がフィクションの産物である日常社会を舞台としており、劇中に登場するゴジラをはじめとした怪獣たちは少年の夢の中の存在として描写されている。当時社会的な話題を呼んでいた「公害問題」や「鍵っ子」「児童誘拐」をテーマに据えているが、公害問題については一部の台詞で言及される程度であり、次回作『ゴジラ対ヘドラ』で本格的に取り上げられることとなる。
パンアメリカン航空がタイアップしている。
アメリカでは『GODZILLA'S REVENGE』のタイトルで公開され、オープニングに独自の楽曲が使用された。1990年のアメリカ映画『48時間PART2/帰って来たふたり』などで知られる脚本家のジョン・ファサーノは、いじめられっ子だった幼少時に本作品を見たことがきっかけで、いじめっ子に立ち向かうようになったという。

## ストーリー
神奈川県川崎市に住む、いじめられっ子で引っ込み思案の小学生・三木一郎は、両親が共働きの鍵っ子だ。一郎のもっぱらの楽しみは、同じアパートに住むおもちゃコンサルタントの南信平が作った玩具で遊ぶことである。信平を真似てガラクタや紙で作った手製のコンピューターで夢の世界へ向かった一郎は、怪獣島に住むゴジラの息子ミニラと出逢う。そこで一郎は、自分をいじめているガキ大将と同名のいじめっ子怪獣ガバラにミニラがいじめられていることを知り、自分によく似た境遇にいるミニラを激励する。
一郎は、自家製のコンピューター用の部品を見つけるために潜り込んだ廃工場に逃げ込んでいた逃亡中の銀行強盗犯2人組が落とした免許証を拾う。一郎のアパートに押し入った強盗犯は一郎を誘拐するが、一郎はミニラの身を案じて再び怪獣島へ向かう。ガバラに苦戦するミニラに一郎は策を与え、ガバラに一泡吹かせる。そこにやってきたゴジラもミニラを褒めるとガバラと戦い、これを倒す。
目を覚ました一郎は知恵を駆使して強盗に立ち向かい、信平の通報で到着した警官隊に強盗は逮捕され、一郎は難を逃れた。報道陣からのインタビューに答えた一郎は、ミニラとともに苦難を乗り越えたと話し、弱虫の面影はなくなっていた。

## 登場人物
三木 健吉（）
一郎の父で、貨物列車の運転手。
- 健吉役の佐原健二は、撮影で実際に機関車を運転している。当初は本物の運転士が動かす予定であったが、その場合、佐原の前に運転士が座ることになり不自然であったため、佐原が練習して動かすこととなった。

三木 タミ子（）
一郎の母で、料亭に勤めている。

三木 一郎（）
小学2年生。怪獣と機械いじりが好きだが、カギっ子で気が弱く友達も少ない。
- 母を呼んで絶叫する場面は、当時話題を博していた味噌のCMをモチーフとしている。助監督の中野昭慶によれば、円谷英二も同CMを絶賛していたという。

南 信平（）
三木一家と同じアパートに住む自称おもちゃコンサルタント。健吉とタミ子の不在中、一郎の面倒を見ている。

千林（）
5,000万円強盗犯。スーツを着てサングラスをかけている。最後は一郎にやり込められ、警官隊に逮捕された。

奥田（）
千林の子分。落とした運転免許証を拾った一郎を監禁するが、千林共々やり込められ、警官隊に逮捕された。

ガバラ
一郎をいじめている小学校のガキ大将。

サチ子（）
一郎のガールフレンド。

## 登場怪獣
ゴジラ

ミニラ

ガバラ

カマキラス

上記の怪獣以外は、過去の映像の流用でクモンガ、アンギラス、ゴロザウルス、マンダ、エビラ、大ワシ。これらは一郎の夢の中における想像の産物として登場する。劇場ポスターはイラストで怪獣たちを描いたものだが、このなかにはアンギラス、マンダ、大ワシが含まれていない。
検討用台本第一稿での登場怪獣はタイトルの3怪獣とクモンガ、ラドン、大ダコであったが、監督の本多猪四郎が所持していた台本にはラドンと大ダコの出番をカットしてエビラに変更する旨が書かれており、決定版となった第二稿ではラドンの役割がカマキラス、大ダコがエビラになっている。ラドンは本編に名前のみが登場した。

人喰い植物
怪獣島に生息する植物。一郎に後ろから襲いかかる。
- スーツアクターは不明。
- 公開当時の資料にはこの植物についての言及はなく、怪獣として扱うかどうかについても見解が分かれる。

## 設定
怪獣島
南国の草木が生い茂り、多数の地球怪獣が生息する孤島。一郎の夢の産物であるため、具体的な位置は不明。
パンアメリカン航空による「怪獣第1号」便が出ているほか、島を赤イ竹の戦闘機が襲うことがある。
- 怪獣島の設定は、「チャンピオンまつり」興行の中、『地球攻撃命令 ゴジラ対ガイガン』（福田純監督、1972年〈昭和47年〉）以降、主役怪獣ゴジラの住処として劇中設定に組み込まれることとなった。

## キャスト
- 三木健吉[出典 23]：佐原健二
- 三木タミ子[出典 24]：中真千子
- 三木一郎[出典 25]：矢崎知紀
- 南信平[出典 26][注釈 3]：天本英世
- 千林[出典 27][注釈 12]：堺左千夫
- 奥田[出典 28]：鈴木和夫
- 屋台の親父[出典 29]：沢村いき雄
- アパート管理人[出典 30]：石田茂樹
- 連結手・平さん[83][89]：佐田豊
- B刑事[出典 31]（若い刑事[13][92]、刑事B[93]）：当銀長太郎
- ペンキ屋[83][94]：中山豊
- A刑事[出典 31]（中年の刑事[13]、刑事A[93]、刑事[95]）：田島義文
- ガバラ（ガキ大将・三公）[83][84]：伊東潤一
- 取巻きの少年[13][注釈 13]：森徹、黒川俊哉、宮岡裕之、高橋信人
- サチ子[83][84]：伊東ひでみ
- サチ子の母[出典 32]：毛利幸子
- 旅館のおかみさん[出典 32]：宮田芳子
- ミニラ[出典 33]：小人のマーチャン
- ガバラ[出典 33]：覚幸泰彦
- ゴジラ[出典 33]：中島春雄
- ミニラの声[出典 34]：内山みどり

### キャスト（ノンクレジット）
- 警官：佐藤功一[86]
- 記者：勝部義夫[98]、小松英三郎[99]、鈴木治夫[100]
- カメラマン：今井和雄[101]
- 旅客機の乗客：オスマン・ユセフ[102]
- 野次馬：坪野鎌之[103]、門脇三郎[92]
- 砂川繁視[104]

## スタッフ
参照
- 製作：田中友幸
- 脚本：関沢新一
- 撮影：富岡素敬[注釈 14]
- 美術：北猛夫[注釈 14]
- 録音：刀根紀雄
- 照明：原文良[注釈 14]
- 整音：下永尚
- 音楽：宮内國郎
- 監督助手：久松正明、中野昭慶[注釈 15]
- 編集：永見正久
- 合成：向山宏
- 操演：中代文雄
- 現像：東京現像所
- 製作担当者：坂井靖史
- 特技監修：円谷英二
- 監督：本多猪四郎[注釈 14]

### スタッフ（ノンクレジット）
- 監督助手：橋本幸治[13]
- スチール：田中一清[13]
- 特技：東宝特殊技術部[注釈 16]
- 造形：利光貞三[74]
- 光学撮影：川北紘一[13]

## 主題歌
「怪獣マーチ」
作詞：関沢新一 / 作曲：叶弦大 / 編曲：小杉仁三 / 歌：佐々木梨里、東京ちびっこ合唱団
レコードは1969年12月20日にクラウン・レコードより発売された。
「怪獣ゲーム」
作詞：坂口宗一郎 / 作曲・編曲：渡辺岳夫 / 歌：雷門ケン坊
イメージソングという扱いになっている。レコードは、1970年12月に「怪獣のクリスマス」のB面として発売された。

## 製作
邦画の斜陽化による東宝本社の深刻な営業不振は、翌1970年（昭和45年）に制作部門の縮小・解体、リストラを招いた。怪獣路線は1968年8月の『怪獣総進撃』を集大成として中止されるはずであったが、『怪獣総進撃』が前作の『怪獣島の決戦 ゴジラの息子』の観客動員数を10万人上回る成績を上げたことや、『緯度0大作戦』をはじめとする1969年8月の興行収入が前年を大幅に下回ったこともあり、急遽（）ゴジラシリーズの再開を決定した。しかし、本作品からシリーズは「東宝チャンピオンまつり」という興行形態の一編に組み込まれ、以後は黄金期の3分の1から4分の1という低予算での製作体制となっていった。
前作に引き続き怪獣オールスターを謳った作品ではあるが、作品のスケールは大幅に縮小している。特撮シーンの約半分は『ゴジラ・エビラ・モスラ 南海の大決闘』や『怪獣島の決戦 ゴジラの息子』などの作品の映像から流用されているが、これは企画書の段階で決定されていたものであり、この予算的な都合に加えて当時の円谷英二をはじめ有川貞昌ら円谷組が大阪万博の映像製作にかかりきりであったため、従来のように本編班と特撮班に分けず、特撮演出も本編の本多猪四郎が兼任して一班体制で制作されている。シリーズでは唯一、手間のかかるプール撮影が行われていない。
その後、円谷は体調不良により本作品の制作に関与していないが、「監修」とクレジットされている。円谷が本作品公開の約1か月後にあたる1970年1月25日に死去した後、東宝は同年3月1日をもって「特殊技術課」を廃止し、特殊技術スタッフは新設された「映像事業部」に吸収され、映画特撮以外の映像制作に当たるようになった。そして、「東宝チャンピオンまつり」の第1回冬興行作品である本作品以後、東宝は年1作の新作ゴジラ映画と過去の特撮作品のリバイバルをメインに掲げ、テレビアニメなどを組み合わせた番組を春・夏・冬休みの子供向け興行として続けていくこととなる。
音楽を担当した宮内國郎は、特撮テレビドラマ『ウルトラQ』や『ウルトラマン』などを手掛けたことで知られ、本作品が唯一手掛けたゴジラ映画の劇伴であった。宮内は、本作品へのオファーはウルトラシリーズを担当していた関係によるものと推測しており、多忙な合間をぬって制作していたと述懐している。伊福部昭など多くの作曲家は、日本万国博覧会の作業で多忙を極めていたという事情もあったとされる。後年、映画音楽評論家の小林淳は、本作品の音楽について宮内が手掛けるウルトラシリーズにも通ずる楽曲ではあったが、主題歌「怪獣マーチ」の影に隠れてしまった印象であると評している。

## 評価
興行成績は前作を大きく下回り、以後チャンピオンまつりでのゴジラシリーズでは観客動員数が200万人を越えることはなかった。
一方、怪獣映画としては異質な作品であるが、児童映画としての評価は高い。本多は、本作品を自身でも好きな1本に挙げている。中野は、子供好きの円谷が本当にやりたかったのは本作品ではないかと思うようになったことを、後年のインタビューで語っている。

## 映像ソフト
- ビデオ
  - VHS 品番 TG1486[28][4]
  - 1992年に廉価版発売[121]。品番TG4354[122][123]
- レーザーディスク
  - 1996年発売。品番TLL2109[4]、TLL2484[123]
- DVD
  - 2004年3月26日発売[124][125]。オーディオコメンタリーは橋本幸治[124][125]。
  - 2008年2月22日発売のトールケース版「ゴジラ DVDコレクションII」に収録されており、単巻版も同時発売[126]。
  - 2005年4月22日発売の「GODZILLA FINAL BOX」にも収録されている[127]。
  - 2014年5月14日には「ゴジラ60周年記念版」として期間限定の廉価版が発売[85]。
  - 2016年6月15日、東宝DVD名作セレクション版発売[128]。
- Blu-ray Disc
  - 2014年7月16日に他のBD未発売だったゴジラシリーズ作品と共に発売[129]。

## その他
1970年1月16日にソノシート版が発売された。脚色は辻真先が手掛けた。
漫画雑誌『別冊冒険王』1970年（昭和45年）お正月大増刊号（秋田書店）にはVプロの作画による本作品の漫画版が掲載され、2017年4月18日にはムック『ゴジラ全映画DVDコレクターズBOX』Vol.21（講談社）に同作品の復刻版が収録された。